# 薄片牡蛎
薄片牡蛎（学名：Dendostrea folium），亦作葉片牡蠣，是牡蠣目牡蛎科齿缘牡蛎属的一种。

## 分佈
主要分布于中国大陆、台湾，常栖息在潮间带低潮线至潮下带。

## 外部連結
- 維基物種上的相關：薄片牡蛎